# Luemschwiller
Luemschwiller je občina v departmaju Haut-Rhin francoske regije Alzacija.
Leta 1990 je v občini živelo 674 oseb oz. 93 oseb/km².